# Kovács György (gyógypedagógus)
Kovács György (Temesvár, 1932. február 14. –) pedagógia-lélektan szakos gyógypedagógus, tankönyvíró.

## Életútja
A kolozsvári tanítóképző elvégzése (1951) után a Bolyai Tudományegyetemen pedagógia-lélektan szakos diplomát szerzett (1956). Tanári pályáját a tordaszentlászlói általános iskolában kezdte, 1961-től siketnémákat tanított a kolozsvári 2. számú Süketnéma Iskolában.

## Tankönyvei
- Magyar nyelv a süketek iskolája IV. osztálya számára (Furdek Irénnel, 1976)
- Magyar nyelv a süketek iskolája VII. osztálya számára (Darida Wilhelminával, 1980)